# (531684) 2012 UE178
(531684) 2012 UE178 est un cubewano d'un diamètre estimé à 255 km.